# Zelenobílý svět
Zelenobílý svět je iniciativa fotbalového klubu Bohemians Praha 1905 z pražských Vršovic z roku 2013. Cílem této iniciativy je navázání spolupráce s dalšími fotbalovými celky se stejnými klubovými barvami. Prvním partnerem byl litevský Žalgiris Vilnius, který do Bohemians zapůjčil na hostování pro jarní část sezony 2013/14 dva své hráče - Mantase Kuklyse a Egidijuse Vaitkūnase.

## Zelenobílé fotbalové kluby
Zelenou a bílou barvu má více fotbalových klubů po celém světě (výběr ze dvou nejvyšších soutěží):
| Stát              | Klub                         | Založen | Liga                                                        | Poznámka                                                  |
| ----------------- | ---------------------------- | ------- | ----------------------------------------------------------- | --------------------------------------------------------- |
| Argentina         | CA Banfield                  | 1896    | Primera División - nejvyšší argentinská liga                | 2014 - 17. místo                                          |
| Ázerbájdžán       | FK Xəzər Lənkəran            | 2004    | Azərbaycan Premyer Liqası - nejvyšší ázerbájdžánská liga    | 2013/14 - 6. místo                                        |
| Belgie            | RE Virton                    | 1922    | Division 2 - druhá nejvyšší belgická liga                   | 2013/14 - 13. místo, Vert-Blanc-Vert (zelono-bílo-zelení) |
| Bulharsko         | PFK Beroe Stara Zagora       | 1916    | A Grupa - nejvyšší bulharská liga                           | 2013/14 - 8. místo                                        |
| Bulharsko         | PFK Ludogorec Razgrad        | 1945    | A Grupa - nejvyšší bulharská liga                           | 2013/14 - 1. místo                                        |
| Česko             | FK Baumit Jablonec           | 1945    | 1. česká fotbalová liga - nejvyšší česká liga               | 2013/14 - 11. místo                                       |
| Estonsko          | FC Flora Tallinn             | 1990    | Meistriliiga - nejvyšší estonská liga                       | 2015 - 1. místo                                           |
| Estonsko          | FC Levadia Tallinn           | 1998    | Meistriliiga - nejvyšší estonská liga                       | 2014 - 1. místo                                           |
| Francie           | AS Saint-Étienne             | 1919    | Ligue 1 - nejvyšší francouzská liga                         | 2013/14 - 4. místo                                        |
| Irsko             | Shamrock Rovers FC           | 1901    | League of Ireland - nejvyšší irská liga                     | 2014 - 4. místo                                           |
| Litva             | Žalgiris Vilnius             | 1962    | A Lyga - nejvyšší litevská liga                             | 2014 - 1. místo                                           |
| Maďarsko          | Ferencvárosi TC              | 1899    | OTP Bank Liga - nejvyšší maďarská liga                      | 2013/14 - 3. místo                                        |
| Německo           | SV Werder Bremen             | 1899    | Německá fotbalová Bundesliga - nejvyšší německá liga        | 2013/14 - 12. místo                                       |
| Německo           | VfL Wolfsburg                | 1945    | Německá fotbalová Bundesliga - nejvyšší německá liga        | 2013/14 - 5. místo                                        |
| Nizozemsko        | FC Groningen                 | 1971    | Eredivisie - nejvyšší nizozemská liga                       | 2013/14 - 7. místo                                        |
| Portugalsko       | Sporting Lisabon             | 1906    | Primeira Liga - nejvyšší portugalská liga                   | 2013/14 - 2. místo                                        |
| Rakousko          | SK Rapid Wien                | 1899    | Rakouská fotbalová Bundesliga - nejvyšší rakouská liga      | 2013/14 - 2. místo                                        |
| Severní Makedonie | FK Pelister                  | 1945    | Makedonska Prva Liga - nejvyšší makedonská liga             | 2013/14 - 6. místo                                        |
| Slovensko         | 1. FC Tatran Prešov          | 1898    | 2. slovenská fotbalová liga - druhá nejvyšší slovenská liga | 2013/14 - 4. místo                                        |
| Skotsko           | Celtic FC (Glasgow)          | 1888    | Scottish Premier League - nejvyšší skotská liga             | 2013/14 - 1. místo                                        |
| Skotsko           | Hibernian FC (Edinburgh)     | 1875    | Scottish Premier League - nejvyšší skotská liga             | 2013/14 - 11. místo                                       |
| Španělsko         | Betis Sevilla                | 1907    | Primera División - nejvyšší španělská liga                  | 2013/14 - 20. místo a sestup                              |
| Španělsko         | Elche CF                     | 1923    | Primera División - nejvyšší španělská liga                  | 2013/14 - 16. místo                                       |
| Švýcarsko         | FC St. Gallen                | 1879    | Švýcarská Super League - nejvyšší švýcarská liga            | 2013/14 - 7. místo                                        |
| Turecko           | Konyaspor                    | 1922    | 2. turecké liga                                             | 2013/14 - 11. místo                                       |
| Ukrajina          | FK Karpaty Lvov              | 1963    | Premier Liha - nejvyšší ukrajinská liga                     | 2013/14 - 11. místo                                       |
| Wales             | The New Saints FC (Oswestry) | 2003    | Welsh Premier League - nejvyšší velšská soutěž              | 2013/14 - 1. místo                                        |

## Ukázky dresů
| Bohemians Praha 1905 |  | Celtic FC |  | Betis Sevilla |  | Elche CF |  | FC St. Gallen |  | Konyaspor |  | AS Saint-Étienne |  | VfL Wolfsburg |

## Zelenobílé fotbalové reprezentace
| Stát           | Odkaz                                 | Poznámka                                       |
| -------------- | ------------------------------------- | ---------------------------------------------- |
| Alžírsko       | Alžírská fotbalová reprezentace       |                                                |
| Bolívie        | Bolivijská fotbalová reprezentace     | Přezdívka La Verde - zelení                    |
| Bulharsko      | Bulharská fotbalová reprezentace      |                                                |
| Irsko          | Irská fotbalová reprezentace          | Přezdívka: The Boys in Green - kluci v zeleném |
| Nigérie        | Nigerijská fotbalová reprezentace     |                                                |
| Saúdská Arábie | Saúdskoarabská fotbalová reprezentace |                                                |

## Zelenobílá v nižších fotbalových soutěžích
| Stát      | Klub                 | Poznámka                               |
| --------- | -------------------- | -------------------------------------- |
| Česko     | ČAFC Praha           | Hraje ale v modro-bílých dresech       |
| Česko     | TJ Horní Benešov     |                                        |
| Česko     | FK Meteor Praha VIII | Čtvrtý nejstarší český fotbalový klub. |
| Česko     | TJ Slovan Bzenec     |                                        |
| Slovensko | TJ Sokol Dolná Ždaňa |                                        |

## Zelenobílá v jiných sportech
| Stát         | Klub / Tým                 | Sport                                             |
| ------------ | -------------------------- | ------------------------------------------------- |
| Česko        | TJ Bohemians Praha         | Více sportů (25 oddílů)                           |
| Česko        | SK Meteor Praha            | Více sportů (Basketbal, kuželky, tenis, volejbal) |
| Česko        | SK Krč Praha               | Baseball a softball                               |
| Česko        | TJ Tempo Praha             | Baseball a softball                               |
| Česko        | BK IMOS Brno               | Basketbal                                         |
| Česko        | HC Draci Bílina            | Hokej                                             |
| Česko        | HC Slavoj Zbraslav (Praha) | Hokej                                             |
| Česko        | HC Příbram                 | Hokej                                             |
| Kazachstán   | HK Bejbarys Atyrau         | Hokej                                             |
| Jižní Afrika | Daviscupový tým JAR        | Tenis                                             |
| Česko        | Brno Alligators            | US fotbal                                         |
| USA          | New York Jets              | US fotbal (tmavě zelená!)                         |

## Zelenobílá mimo sport
- Nigérie - Nigerijská vlajka
- Česko - Strana svobodných občanů - Svobodní
- Rakousko - Braunau am Inn - barvy města

## Zajímavosti
- Názvem "Bohemce" nejbližší tým, irský Bohemian FC (založen 1890), jedenáctinásobný mistr irské ligy, má klubové barvy černo-červené (venku hraje v černo-zelených dresech).